# Генриковские анналы
Генриковские анналы (лат. Annales Heinrichowenses, пол. Rocznik Henrykowski) — составленные в кон. XIII в. на латинском языке анонимным монахом цистерцианского монастыря в Генрикове (Нижняя Силезия) небольшие исторические заметки о польских святых X—XIII вв. Сохранились в рукописях XIV и XV вв. Охватывают период с 977 по 1293 гг.

## Издания
- Annales Heinrichowenses / ed. Dr. W. Arndt // MGH. SS. T. XIX. Hannoverae, 1866, p. 547—548[1].

- Rocznik Henrykowski / wydal A. Bielowski // MPH, Tomus 3. Lwow. 1878, p. 705—706[2].

## Переводы на русский язык
- Генриковские анналы — в переводе А. С. Досаева на сайте Восточная литература